# 張友誠
張友誠（1963年12月23日—2006年3月9日）是台灣的漫畫家。出生於臺北縣永和市（今新北市永和區）。基隆海事畢業。
代表作為《菜頭與土豆》。

## 簡歷
- 1980年 - 開始跑船。
- 1985年 - 結婚並育有一子。
- 1986年 - 以〈馬路快報〉刊載於《歡樂漫畫》半月刊而正式出道。
- 1990年 - 以《小學生用功術》獲得國立編譯館優良漫畫獎甲類第三名。
- 1999年 - 以《笑談成語》獲得國立編譯館優良漫畫獎乙類第三名。
- 2001年 - 以《俚語三明治》獲得國立編譯館優良漫畫獎乙類第三名。
- 2006年 - 3月9日，因心肌梗塞逝世，享年44歲。

## 作品一覽
- 笑鬧江湖
- 烏龍警探
- 菜頭與土豆
- 彈指神功
- 俚語三明治
- 酷酷流行語
- 看誰在狗吠
- 笑彈卡麥拉
- 小學生用功術

## 外部連結
- 台灣漫畫家張友誠紀念網站